# Merseburger Zaubersprüche
Merseburger Zaubersprüche jest singlem niemieckiej grupy folk metalowej In Extremo. Utwór został wydany na albumie Verehrt Und Angespien.

## Spis utworów na singlu
Źródło.
1. Merseburger Zaubersprüche (Wersja Radiowa)
2. Merseburger Zaubersprüche (Remix Dreizacka/Turnstylaza)
3. Herr Mannelig (Wersja Albumowa)
4. Merseburger Zaubersprüche (Wersja Albumowa)